# Przeładownia przy ulicy Betonowej we Wrocławiu
Przeładownia przy ulicy Betonowej we Wrocławiu  położona jest przy kanale żeglugowym, km 1,10 jego biegu, we Wrocławiu, na osiedlu Swojczyce. W miejscu, w którym zlokalizowano nabrzeże, istnieje w ciągu kanału wodnego, basen. Zlokalizowany jest na prawym jego brzegu, poniżej Śluzy Bartoszowice.
Nabrzeże wykonane zostało jako konstrukcja żelbetowa. Jest to ściana o długości 120 m, przy czym 70 m (90 m) tej ściany, to nabrzeże przylegające do zbiornika wodnego. Ściana zakotwiona jest ściągami o średnicy 50 mm, umieszczonymi w rozstawie co 2,6 m i zakończone ścianka kotwiąca z brusów stalowych typu Larsena. W 1980 roku zlikwidowano istniejący tu dźwig bramowy, torowy.
Nabrzeże zostało wyłączone z eksploatacji w 1986 roku.